# Deon Hemmings
Deon Hemmings (Saint Ann, 1968. szeptember 10. –) olimpiai bajnok jamaicai atlétanő, futó.

## Pályafutása
1992-ben vett részt első alkalommal az olimpiai játékokon. A 400 méteres gátfutás versenyén indult, 55,58-as eredményével a hetedik helyen zárta a döntőt. Négy évvel később az atlantai olimpián aranyérmet nyert ebben a számban, majd 1997-ben ezüstöt a világbajnokságon.
A 2000-es Sydney-i olimpián érte el pályafutása utolsó jelentősebb sikereit. Tagja volt a négyszer négyszázon ezüstérmes jamaicai váltónak, továbbá a 400 méteres gátfutás döntőjében is ezüstérmesként zárt.
2003-ban befejezte sportpályafutását, majd 2004-ben házasságot kötött Michael McCatty-vel.

## Egyéni legjobbjai
- 100 méteres síkfutás - 11,58 s (1997)
- 200 méteres síkfutás - 22,64 s (1998)
- 300 méteres síkfutás - 37,71 s (1993)
- 400 méteres síkfutás - 50,63 s (1995)
- 400 méteres gátfutás - 52,82 s (1996)

## Elismerései
1996-ban és 2000-ben is ő volt az év jamaicai sportolónője.